# 김성종

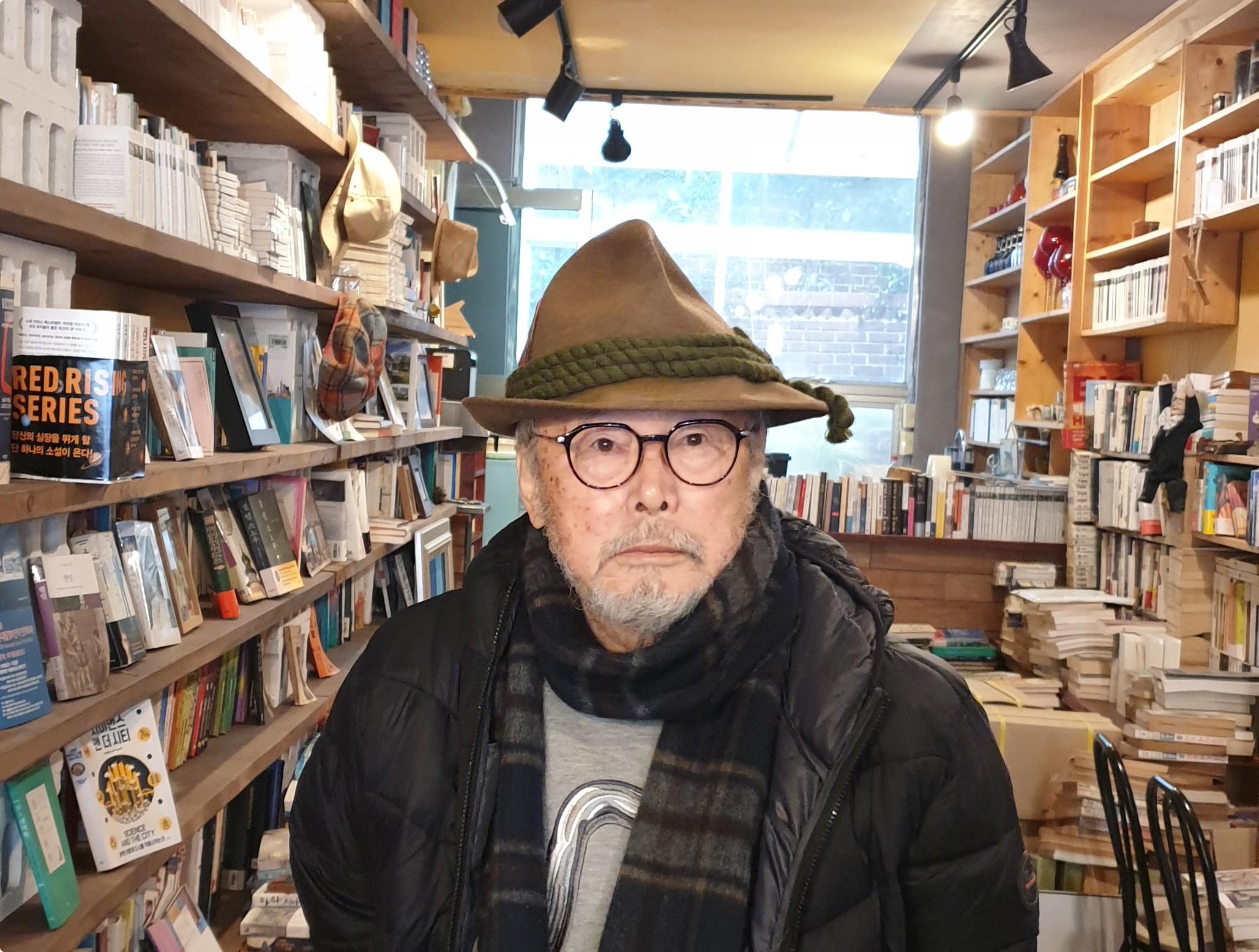
해운대 달맞이고개에 위치한 추리문학관에서 김성종 관장

김성종(金聖鍾, 1941년 12월 31일 ~ )은 대한민국의 소설가이다. 1969년 조선일보 신춘문예에 단편소설 <경찰관>이 당선되면서 등단하였고, 1971년 기성작가들의 추천을 받아 현대문학에 작품발표를 한다. 1974년 한국일보 창간 20주년 기념 장편소설 공모에 <최후의 증인>이 당선되면서 신문사, 잡지사 기자로서의 삶을 접고 본격적인 직업작가의 길로 들어선다.
특히 1975-1981년 일간스포츠에 연재한 <여명의 눈동자>는 이후 수백만부가 팔린 베스트셀러가 되었으며 1990년 MBC 김종학 감독에 의해 36부작으로 드라마화 되어 편당 최고 시청률 58.4%, 평균 시청률 44.3%로 한국 역대 최고 인기드라마 중 하나가 되었다.
<여명의 눈동자>가 인기를 끌자 1977년 같은 신문에 <제5열>까지 연재하기 시작하는데 ‘추정’이라는 필명을 사용했고 역시 MBC 김종학 감독에 의해 1989년 드라마화 되었다. 이 외에도 김성종의 영상화된 작품으로는
최후의 증인: 1979년 (MBC, 6.25특집극), 1987년 (MBC드리마, 10부작), 1980년 (영화, 이두용 감독), 2001년 ‘흑수선’ (영화, 배창호 감독, 이정재 주연)
백색인간: 1983년 (MBC, 베스트셀러극장)
일곱개의 장미송이: 1984년 (MBC, 연출 김종학, 베스트셀러극장)
피아노 살인: 1987년 (MBC, 베스트셀러극장)
아름다운 밀회: 1987년 (MBC미니시리즈, 4부작)
제5열: 1989년 (MBC미니시리즈, 8부작)
제5의 사나이: 1991년 (영화, 남상진 감독)
국제열차살인사건: 1993년 ‘백색미로’ (KBS미니시리즈, 16부작)
1981년 서울을 떠나 부산에 정착한 그는 이후 왕성한 집필활동을 시작하여 현재까지 편수로는 80여편 권수로는 100여권의 추리소설을 출간하여 광복 이전 김래성에서 시작된 한국 추리소설의 계보를 이어받으며 2000년대 초반까지 인기추리작가로서 추리소설의 전성기를 이끌어낸다.
1986년 추리문학대상을 수상하였고 한국추리작가협회 회장으로 활동했다. 1988년 국내 최초의 추리문학 전문 계간지 ‘추리문학’을 창간하면서 상금 1천만원을 내걸고 ‘추리문학상’을 제정하여 신진 추리작가 등용문을 넓히고자 힘쓴다. 그의 이런 일련의 과정은 순수 리얼리즘에만 집착하는 한국 문단에 일침을 놓는 것이었는데, 그는 창간사에서 다음과 같이 말한다.
“거의 모든 작가들이 도덕적으로 너무 단단히 무장되어왔고, 그렇게 무장된 것처럼 휩쓸려왔던 것이다. 가장 개성적이고 자유로워야 할 작가들이 그것을 스스로 포기하고, 그것을 포기했음을 자각하지도 못한 채 한쪽으로 휩쓸린다는 것은 지극히 우려할 일이고 슬픈 일이다. 그것은 자기 스스로 펜을 녹슬게 하고 자기 손목에 수갑을 채우는 것이나 다름없는 것이다. (중략) ‘추리문학’의 발간은 새로운 주장도 새로운 외침도 아니다. 당연히 있어야 할 문학의 하나를 정립시키려는 의지의 조그마한 표현일 뿐이다.”
1992년 3월 사재를 털어 추리문학 전문 도서관, ‘추리 문학관’을 부산 해운대 달맞이고개에 세우기도 하는데 추리문학관은 대학민국 전문 도서관 1호로 등록되었다. 국내외 추리소설 뿐 아니라 일반도서까지 약 47,000권의 장서를 보유하고 있으며 일반시만과 문학지망생을 위한 소설 창작교실, 독서토론 그리고 문학강좌 등을 개설 운영하고 있다. 1994년 그는 이러한 지역 문화 발전에 대한 기여를 인정받아 봉생문화상을 수상한다.

## 학력
- 서울일신국민학교
- 고등학교 입학 자격 검정고시
- 구례농업고등학교
- 연세대학교 정치외교학과

## 생애
1941년 12월 31일 중국 산둥성 지난시에서 태어나 1945년 광복 후에 귀국하여 서울 중구 필동에 자리잡았으나 서울일신국민학교 3학년 재학 중이던 1950년 6.25 전쟁이 일어나면서 피난살이를 떠나게된다.
그는 1977년 작품, ‘어느 창녀의 죽음’에서 다음과 같이 작가의 말을 전하고 있다.
“(중략) 그때 우리 가족은 피난살이에 지쳐 있었다. 여수 항구가 멀리 내려다보이는 산비탈 난민촌에 살고 있었는데, 나까지 포함해서 아이가 다섯이나 되었다. 매일 죽으로 연명하고 있는 터에 어머니가 또 여섯째 아이를 낳으셨다. 그러나 어머니는 영양실조인 데다 지병까지 있어서 열이틀 뒤에 여섯 마리의 돼지 새끼들을 남겨 두고 그만 돌아가시고 말았다. 그때 그녀의 나이는 36세였다. 의주가 고향인 그녀는 맨 북쪽에서 태어나 맨 남쪽에서 돌아가신 것이다.
어머니의 장례식 날 나는 구석에 앉아서 <톰 소여의 모험>을 읽었는데, 그것을 본 이웃 사람들이 나를 손가락질하면서 독종이라고 쑤군거렸다. 그러나 사실 나는 속으로 울고 있었다. 얼마 뒤 여섯 번째 아기도 어머니를 따라갔다. 진눈깨비가 몹시 내리던 그날 밤 나는 아버지와 함께 아기를 사과 궤짝에 담아 가지고 뒷산으로 올라가 파묻었다.
진눈깨비를 맞으며 산길을 내려올 때 비로소 나는 내가 철학자가 된 것 같은  기분이 들었다. 어머니도 아기도 없는 휑한 방에 앉아서 나는 이제부터 내 밥을 내가 차려 먹어야 한다는 것을 깨달았다. 나의 고독과 비애를 어루만져 줄 사람이 이 세상에 아무도 없다는 것도 깨달았다.
20년이 지나서야 나는 내 어릴 적의 고통 때문에 처음으로 눈물을 흘렸다. 20년 후 결혼하여 신혼여행 길에 옛집을 찾아 나섰는데, 너무 많이 변해 한참 만에야 찾을 수 있었다. 옛집은 폐가가 되어 있었다. 귀신이라도 나올 것 같은 그 초가에서 사진을 찍고 있는데, 머리가 허연 할머니 한 분이 옆집에서 넘어와서 누구냐고 물었다. 나는 20년 전에 그곳에 살았다는 것, 그리고 어머니와 동생이 죽었다는 것 등을 이야기했다. 그러자 할머니가 눈물을 주루룩 흘렸다. 20년 넘게 그 마을에 살고 있는 할머니는 나를 알아보신 것이다. 나도 눈물이 괴어 차마 할머니를 마주 바라볼 수가 없었다.
내가 이런 과거를 들춰내는 것은 그것이 나의 문학적 바탕에 중요한 영향을 끼쳤기 때문이다. 확연히 구분해 낼 수는 없지만 열세 살 그때부터 나의 시선은 고독과 허무, 그리고 비극이라는 것에 뿌리를 박기 시작하지 않았나 하는 생각이 든다.”
그후 아버지의 고향인 전남 구례에 정착했고 고입 검정고시를 거쳐 구례농업고등학교에 입학했다. 졸업 후 1963년 연세대학교 정치외교학과에 입학하게 된다.
대학 졸업 후, 학생잡지 ‘진학’ 영어담당 기자를 했고 ‘여원’, ‘여성중앙’, ‘독서신문’ 기자를 했으며 김수환 추기경이 발간한 월간 ‘창조’에도 근무한다. 그러던 중 1969년 조선일보 신춘문예에 단편소설 ‘경찰관’이 당선되고, 1971년 현대문학 추천을 받았으며, 1974년 한국일보 창간 20주년 기념 장편소설 공모에 추리소설 ‘최후의 증인’이 당선되면서 본격적인 작가의 길로 들어선다.

## 작품

### 장편소설
- 《여명의 눈동자》(전10권, 1977년, 남도)
- 《최후의 증인》(상하권, 1978년, 남도)
- 《제5열》(상중하권, 1978년, 남도)
- 《부랑의 강》(1979년, 남도)
- 《Z의 비극》(1979년, 명지사)
- 《일곱개의 장미송이》(1980년, 남도)
- 《서울의 황혼》(1980년, 인문당)
- 《죽음을 부르는 소녀》(1981년, 여학생사)
- 《백색인간》(상하권, 1982년, 남도)
- 《제5의 사나이》(상중하권, 1983년, 남도)
- 《미로의 저쪽》(상하권, 1983년, 명지사)
- 《반역의 벽》(상하권, 1984년, 남도)
- 《아름다운 밀회》(상하권, 1984년, 남도)
- 《얼어붙은 시간》(1984년, 소설문학사)
- 《제3의 정사》(1984년, 소설문학사)
- 《피아노 살인》(1985년, 명지사)
- 《경부선특급 살인사건》(1985년, 남도)
- 《라인X》(상중하, 1986년, 남도)
- 《국제열차 살인사건》(1986년, 추리문학사)
- 《형사 오병호》(1987년, 추리문학사)
- 《서울의 만가》(1987년, 여원)
- 《안개속에 지다》(상하권, 1988년, 명지사)
- 《나는 살고싶다》(1988년, 여원)
- 《비련의 화인》(1988년, 여원)
- 《최후의 밀서》(1989년, 명지사)
- 《제3의 사나이》(상하권, 1989년, 추리문학사)
- 《불타는 여인》(상하권, 1990년, 추리문학사)
- 《슬픈 살인》(전4권, 1990년, 추리문학사)
- 《홍콩에서 온 여인》(상하권, 1990년, 추리문학사)
- 《버림받은 여자》(1992년, 추리문학사)
- 《세 얼굴을 가진 사나이》(상하, 1993년, 해난터)
- 《끝없는 복수》(상하, 1994년, 추리문학사)
- 《여자는 죽어야 한다》(상하권, 1995년, 남도)
- 《가을의 유서》(전5권, 1996년, 해난터)
- 《붉은 대지》(전5권, 1997년, 해냄)
- 《코리언 X파일》(상하권, 1997년, 추리문학사)
- 《한국 국민에게 고함》(상중하권, 1998년, 남도)
- 《봄은 오지 않을 것이다》(전3권, 2006년, 남도)
- 《안개의 사나이》(2008년, 문학에디션뿔)
- 《안개 속에 지다》(전2권, 2011년,남도)
- 《후쿠오카 살인》(2013년, 문학에디션뿔)
- 《계엄령의 밤》(2017년, 새움)

### 단편소설집
- 《어느 창녀의 죽음》 (1977년, 문학예술사)
- 《고독과 굴욕》 (1979년, 명지사)
- 《회색의 벼랑》 (1980년, 주부생활사)
- 《죽음의 도시》 (1981년, 남도)
- 《돌아온 사자》 (1996년, 신원문화사)
- 《회색의 벼랑》 (1980년, 주부생활사)
- 《달맞이 언덕의 안개》 (2015년, 새움)
- 《해운대 그 태양과 모래》(2015년, 새움)

### 어린이 소설
- 《늑대소년 다루》(2013년, 청어람주니어)

## 수상
- 1992년 봉생문화상 수상
- 1986년 제2회 한국추리문학 대상
- 2004년 제47회 부산시 문화상 (문학분야)

## 같이 보기
- 한국추리작가협회